# Philip Levine
Philip Levine (Detroit, 10 giugno 1928 – Fresno, 14 febbraio 2015) è stato un poeta statunitense.

## Biografia
Philip Levine nacque in una famiglia ebrea a Detroit. Dopo la laurea alla Wayne State University nel 1950 iniziò a lavorare nelle industrie di Chevrolet e Cadillac.
Tra il 1963 e il 2016 pubblicò oltre una ventina di raccolte poetiche e due volumi di traduzioni delle opera di Gloria Fuertes e Jaime Sabines.
Per la sua raccolta Ashes: Poems New and Old vinse il National Book Award e il National Book Critics Circle Award. Nel 1991 vinse il suo secondo National Book Award per What Work Is, mentre nel 1995 vinse il Premio Pulitzer per la poesia per The Simple Truth. Nel 2011 fu il poeta laureato degli Stati Uniti.
Fu sposato con Patty Kanterman dal 1951 al 1953 e con Frances J. Artley dal 1954 alla morte.